# August Diezmann

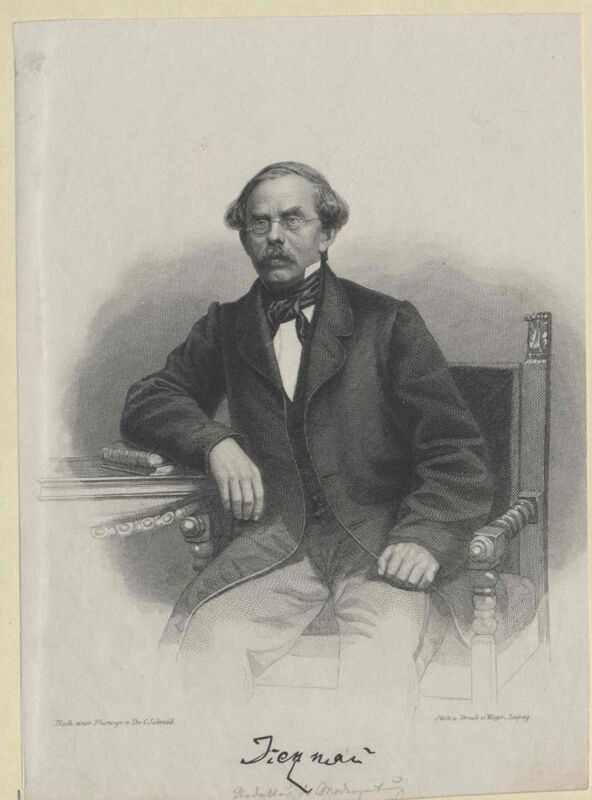
Portrait von August Diezmann (mit Unterschrift) aus der Bild- und Grafiksammlung der Österreichischen Nationalbibliothek in Wien

Johann August Diezmann (* 1. September 1805 in Gazen bei Groitsch; † 25. Juli 1869 in Schloßchemnitz bei Chemnitz) war ein Journalist, Wissenschaftler und Schriftsteller in Sachsen. Er trat nicht nur mit einer Vielzahl an eigenen Werken hervor, sondern war zudem einflussreich als Herausgeber mehrerer Zeitschriften und Serienwerke unterschiedlichen Charakters. Einem breiten Publikum wurde er durch Übersetzungen moderner Romane aus dem Englischen und Französischen bekannt.

## Leben
Johann August Diezmann wurde am 1. September 1805 im Dorf Gazen bei Groitsch geboren. Aufgrund der Förderung durch den Gazener Ortspfarrer H. G. Kupfer konnte Diezmann 1824 sein Studium der Medizin und Naturwissenschaften an der Universität Leipzig aufnehmen, das er 1828 abschloss. Anfang der 1830er erwarb er den akademischen Titel des Doktor der Philosophie.
Diezmann starb kurz vor Vollendung seines 64. Lebensjahres am 25. Juli 1869 in Schloßchemnitz bei Chemnitz, wo er sich einer weiteren Kurbehandlung einer viele Jahre bestehenden gichtisch-rheumatischen Erkrankung unterzog. Diezmann starb in der Folge wiederholten Schlaganfälle, die ihn schon zuvor vorzeitig zum Greise gemacht hatten.

## Erste Schritte als Herausgeber und Bearbeiter
Im Jahre 1830 trat Diezmann erstmals publizistisch in Erscheinung mit einer Bearbeitung englischer und französischer Essays über Massaniello, oder, der Volksaufstand zu Neapel von 1647, die bei Baumgärtner in Leipzig erschien. Im gleichen Jahr 1830 erschien im selben Verlag auch der erste Band der Blätter aus der Gegenwart: einer Zeitschrift zur Verbreitung gemeinnütziger Kenntnisse, die unter leicht verändertem Titel bis 1847 erschienen.
Ab 1833 übernahm Diezmann, ebenfalls im Verlag von Baumgärtner, die Redaktion zweier Modezeitschriften: zunächst des Courrier du beau monde, der nur 1832–1836 in französischer Sprache erschien und zum anderen für über 35 Jahre die Redaktion der seit Ende des 18. Jahrhunderts unter verschiedenen Titeln erscheinenden Allgemeinen Moden - Zeitung.
In den Jahren 1849 und 1850 gab er auch die nur in geringer Auflage bei Otto Wigand in Leipzig erschienene politisch neutrale »'Neue Leipziger Zeitung« heraus.

### Diezmann als Redakteur der »Gartenlaube«
1853 wurde das wohl erfolgreichste, in jedem Fall am weitesten verbreitete Familienbuch »Die Gartenlaube« gegründet. Als sein Mitbegründer Ferdinand Stolle die (offizielle) Redaktion nicht länger allein innehaben wollte, begann August Diezmann seine 10-jährige Mitherausgeberschaft der Gartenlaube (1856–1865), die endete, als der schon lange inoffiziell bestimmend im Hintergrund wirkende Verlagsinhaber Ernst Keil offiziell die Gesamtleitung der Zeitschrift übernahm.
In den Jahren 1856–1861 erschien als Beilage zur »Gartenlaube« die meist aus Übersetzungen von Auszügen englischer und französischer Reiseliteratur bestehende Wochenschrift »Aus der Fremde«. Dafür war Diezmann Redakteur und Übersetzer der Beiträge in Personalunion.

## Diezmann als Übersetzer
Diezmann betätigte sich auch extensiv belletristisch, allerdings mehr als Übersetzer ausländischer moderner Romane aus dem Englischen und Französischen denn selbst als Autor. Neben Romanen übersetzte er auch zeitgenössische historische, geographische, topographische und technische Werke. Besondere Verdienste erwarb er sich um die Verbreitung der Werke der französischen Autoren Alexandre Dumas des Älteren, Jean Hippolyte Michon, Émile Souvestre, Victor Hugo oder Aristide de Gondrecourt.

## Diezmann als belletristischer Autor
Neben seinen weit zahlreicheren Übersetzungen schrieb Diezmann auch selbst zwei Romane, die 1864 und 1867 erschienen (»Leichtes Blut« bzw. »Frauenschuld« mit Titel). Daneben machte Diezmann aus einer Goethe - Anekdote, die am Hofe des Landgrafen Ludwigs IX. von Hessen-Darmstadt spielt und Goethes Verhältnis zu den beiden Hofdamen Lila von Ziegler und Urania von Roussillon betrifft, ein Drama (Uraufführung im November 1862 Leipzig).

## Diezmann als Goethe- und Schillerforscher
Weitaus produktiver als im Bereich der selbst verfassten belletristischen und dramatischen Literatur tat sich Diezmann als Goethe-Schiller-Forscher hervor. Sein erster größerer Beitrag war im Jahre 1855 die Herausgabe von ungedruckte[n] Briefe[n] von und über Goethe und Schiller nebst einer Auswahl ungedruckter vertraulicher Briefe von Geheimrath von Voigt unter dem Titel Aus Weimars Glanzzeit. Im Jahre 1857 gab Diezmann das Exemplar von Goethes Egmont in einer Bearbeitung von Friedrich Schiller, das in der Bibliothek des großherzoglichen Hoftheaters zu Weimar erhalten geblieben war, im Druck heraus. Im Jahre 1858 erschien ein früher Versuch einer speziellen Zeitschrift für Goethe-Schiller-Forschung mit dem Titel Goethe-Schiller-Museum, von der aber leider nur dieser erste Band erschien, dem niemals ein zweiter folgte. Ebenfalls ab 1858 brachte Diezmann bis 1860 insgesamt 22 Lieferungen seiner reich bebilderten Würdigung des Weimarer Musenhofes um Herzog Carl August von Sachsen-Weimar-Eisenach. In der Zeitschrift Die Grenzboten platzierte Diezmann einen längeren Aufsatz zu Goethe als Theaterdirector. Schließlich veröffentlichte er zu Goethe auch noch ein Bändchen über dessen Liebschaften und Liebesbriefe.
Was Schiller angeht, so ist sicher die Herausgabe einer von Schiller selbst verfassten Autobiografie und von Erinnerungen sein wichtigster Beitrag. Dieser erschien unter dem Titel Friedrich Schiller : Denkwürdigkeiten und Bekenntnisse über sein Leben, seinen Charakter und seine Schriften ; Geschrieben von ihm selbst, geordnet von A. Diezmann und umfasst die Zeit von Schillers Ausbildung an der Karlschule bis zu seiner Krankheit. Die Autobiografie wird durch zahlreiche mit abgedruckte Briefe, einige davon nie vorher veröffentlicht, untermauert.

## Diezmann als Sprachwissenschaftler und Wörterbuchautor
Diezmann betätigte sich auch sprachwissenschaftlich-lexikographisch und war (Mit-)Autor folgender Wörterbücher :
- »Vollständiges Taschenwörterbuch der vier Hauptsprachen Europas« (Leipzig : Baumgärtner 1832-1844),
- Neues deutsch - französisches Taschenwörterbuch : nach den besten Hülfsmitteln bearbeitet (Leipzig : Baumgärtner 1836) Digitalisat der BSB München
- »Nouveau dictionnaire portatif français-allemand« (Leipzig : Baumgärtner 1836) Digitalisat der BSB München und
- »Dictionnaire supplémentaire contenant les mots nouveaux, les gallicismes, les locutions figurées , familières, proverbiales et populaires de la langue française : Complément de tous les dictionnaires fran- çais« (Leipzig : Gustav Mayer 1851) Digitalisat der Nationalbibliothek der Tschechischen Republik Prag